# پدرو اوارد
پدرو اوارد (انگلیسی: Pedro Astray؛ زادهٔ ۱۸ مارس ۱۹۹۲) بازیکن فوتبال اهل اسپانیا است.
از باشگاه‌هایی که در آن بازی کرده‌است می‌توان به باشگاه فوتبال ختافه، باشگاه فوتبال زامورا، و باشگاه فوتبال رئال مادرید اشاره کرد.